# Brezje (Slovénie)
Pour les articles homonymes, voir Brezje.
Brezje (en allemand : Pirkendorf) est un village du nord-ouest de la Slovénie, situé sur le territoire de la commune de Radovljica. Le lieu est célèbre pour son église Sainte-Marie-Auxiliatrice, dédiée à Marie Auxiliatrice (Marije Pomagaj), basilique mineure depuis 1988 et sanctuaire national depuis 2000 ou 2001.

## Géographie
Le village se situe dans la région traditionnelle de Haute-Carniole, dans la vallée de la Save au nord-ouest de la ville de Kranj, à une altitude de 485 mètres.

## Sanctuaire

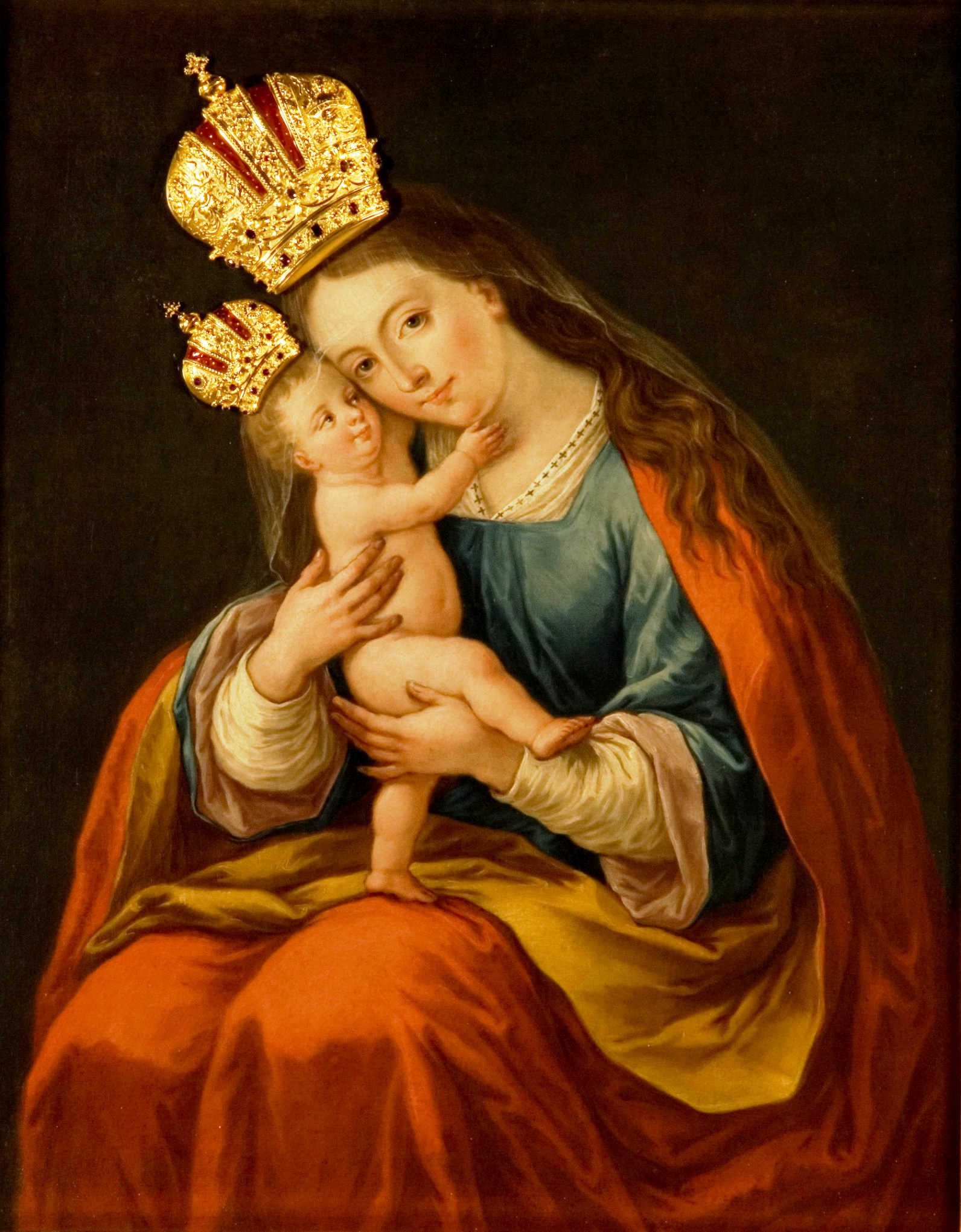
Leopold Layer, Marije Pomagaj (1814).

Le village est mentionné pour la première fois au XIe siècle lorsque la région faisait partie de la marche de Carniole. L'église de pèlerinage date du XVe siècle et fut enrichie d'une chapelle Sainte-Marie vers 1800. Consacrée à saint Vite le 7 octobre 1900, elle est populairement appelée « Marie Auxiliatrice » pour la présence d'une célèbre image de la Vierge à l'Enfant créée par le peintre slovène Leopold Layer (1752-1828) en 1814. L'œuvre fait référence à la peinture Maria Hilf de Lucas Cranach l'Ancien exposée dans la cathédrale Saint-Jacques d'Innsbruck.
Pendant la Seconde Guerre mondiale, l'effigie de la Vierge était transférée à la cathédrale Saint-Nicolas de Ljubljana. En 1988, l'église appartenant à l'archidiocèse de Ljubljana est honorée avec le titre de « basilique mineure » par le pape Jean-Paul II ; il a visité Brezje en 1996. Le lieu de pèlerinage a été déclaré sanctuaire national par la Conférence épiscopale slovène en 2000 ou 2001.